# Vlado Bojović
Vlado Bojović (Celje, 10 juni 1952) is een voormalig Sloveens handballer.
Op de Olympische Spelen van 1976 in Montreal eindigde hij op de vijfde plaats met Joegoslavië. Bojović speelde vier wedstrijden en scoorde twee doelpunten.
Abaz Arslanagić · Vlado Bojović · Hrvoje Horvat · Milorad Karalić · Radivoj Krivokapić · Zdravko Miljak · Željko Nimš · Radisav Pavićević · Branislav Pokrajac · Nebojša Popović · Zdravko Rađenović · Zvonimir Serdarušić · Predrag Timko · Zdenko Zorko